# García III Sánchez di Navarra
García Sánchez, detto “él de Nájera” ("quello di Nájera") (García anche in spagnolo, in galiziano e in asturiano, Garcia, in catalano e in portoghese, Garzia in aragonese e Gartzia, in basco; 1016 – Atapuerca, 1º settembre 1054), fu re di Pamplona della dinastia Jimena dal 1035 al 1054.

## Origine
García, secondo gli Annales Toledanos, era il figlio primogenito del re di Pamplona, conte d'Aragona, conte di Sobrarbe e Ribagorza, conte di Castiglia, Sancho III Garcés il Grande e della contessa indipendente di Castiglia, Munia, che secondo la Chronica latina regum Castellae, era figlia del conte indipendente di Castiglia, conte di Burgos, di Lantarón, di Cerezo e di Álava, Sancho Garcés e di Urraca Gomez.

Sancho III Garcés, secondo lo storico basco Jean de Jaurgain, come riporta nel suo La Vasconie, era figlio del re di Pamplona García II Sánchez e di Jimena Fernández, figlia del conte Fernando Vermúndez (discendente del re delle Asturie Ordoño I) e della moglie Elvira; la discendenza da Fernando Vermúndez viene confermata dal documento n° V del Cartulario del Monasterio de Eslonza, Parte 1, inerente una donazione del suo pronipote, Alfonso VI.

## Biografia

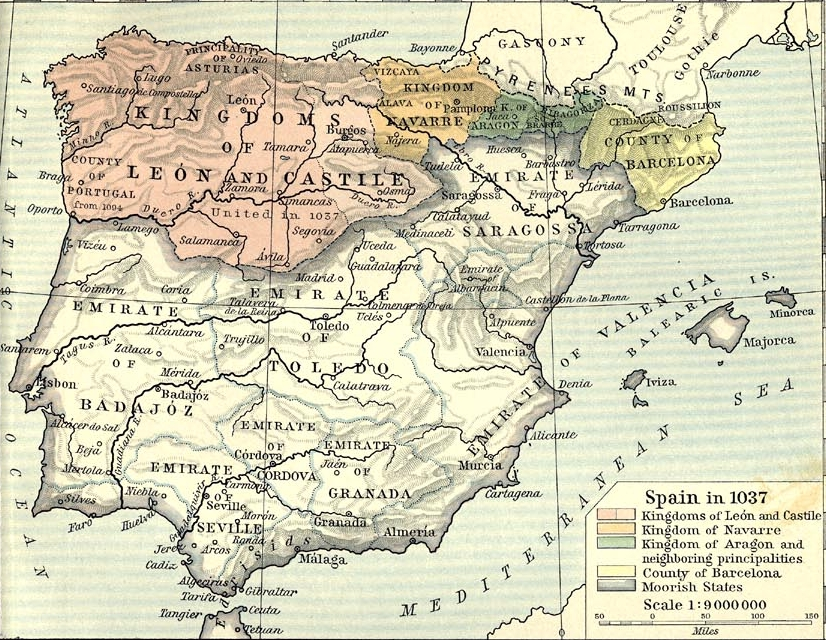
Il regno di Pamplona (Navarra) dopo la guerra contro il re di León, Bermudo III

Nel 1022, secondo la Collecion diplomatica de la cathedral de Pamplona, Sancho III e la moglie, Munia, introdussero la regola di San Benedetto nel Monastero di Leire e Garcia la controfirmò.
Nel 1024, secondo il Cartulario de Albelda, Sancho III la moglie, Munia, e Garcia fecero due donazioni: una a maggio e una a dicembre.
Nel 1033, secondo il documento n° 2891 delle Chartes de l'abbaye de Cluny, tome 4, Garcia, col padre, Sancho III e due fratelli, fecero la concessione di un monastero.
Garcia ereditò il regno di Pamplona alla morte del padre; Sancho III, secondo il Chronicon Burgense, morì nel 1035, nella Bureba, dividendo il suo "impero" tra i quattro figli maschi che gli sopravvissero:
- a Ferdinando la Castiglia e parte del León;
- a García la Navarra, che comprendeva anche la Bureba e parte della Rioja[16];
- a Gonzalo le contee di Sobrarbe e Ribagorza;
- a Ramiro, il bastardo, l'Aragona[17].

Nel 1037 aiutò il fratello Ferdinando nella guerra contro il re di León, Bermudo III, e dopo la battaglia di Tamarón, in cui Bermudo fu ucciso, Ferdinando occupò tutto il regno del León (inclusa la Galizia); García, come compenso, ottenne di annettere alla Navarra il resto dei paesi Baschi arrivando sino al porto di Santander.

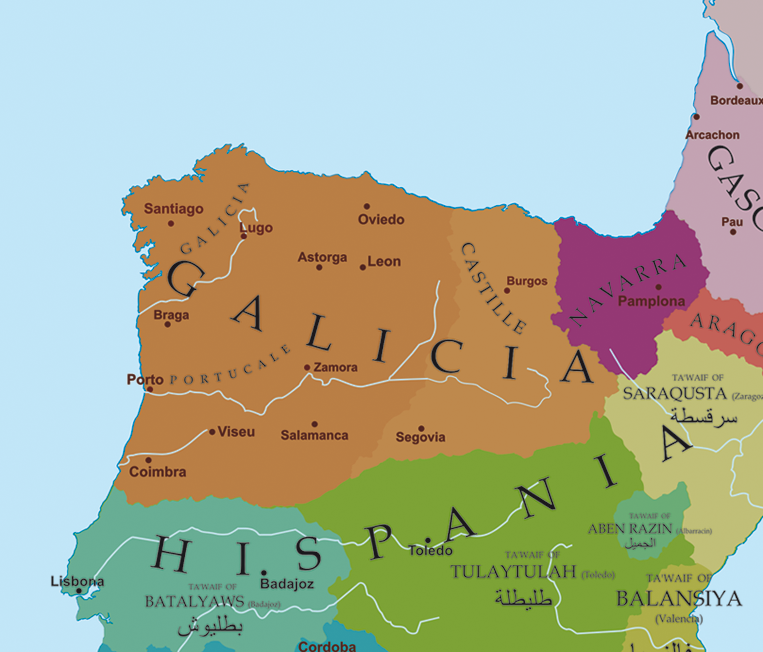
Il regno di Pamplona (Navarra), alla morte di García III

Nel 1038, a Barcellona, aveva sposato Stefania, che secondo lo storico e genealogista spagnolo, Jaime de Salazar y Acha, era Stefania di Foix, figlia del conte di Carcassonne e di Couserans, primo conte di Foix e poi conte di Bigorre, Bernardo Ruggero, come ci viene confermato dal documento n° XXXVII dei Documents de la Histoire du Comté et de la Vicomté de Carcassonne, e della contessa di Bigorre, Garsenda, come ci viene confermato dal documento n° XXXVIII dei Documents de la Histoire du Comté et de la Vicomté de Carcassonne, che, secondo La Vasconie. Tables Généalogiques, era l'unica figlia del conte di Bigorre, Garcia Arnaldo e della moglie, Riccarda, figlia del visconte di Astarac, Garcia Arnaldo, che era al suo secondo matrimonio.
Col fratellastro e cognato, Ramiro (il fratellastro Ramiro aveva sposato, nel 1036, la sorella di Stefania, Ermessinda di Foix, come conferma la Cronaca piniatense) i rapporti furono invece sempre tesi, poiché Ramiro, oltre ad aspirare di avere la supremazia su Gonzalo, per le contee di Sobrarbe e Ribagorza, pretendeva anche una supremazia sulla Navarra in quanto era più anziano di Garcia; gli indugi furono rotti da Ramiro che, nel 1043, invase la Navarra ma venne sconfitto nella battaglia di Tafalla e dovette rientrare in Aragona, senza poter espandere i suoi domini.
Con la moglie, Stefania, Garcia III, verso il 1044, aveva fondato il Monastero di Santa Maria la Real de Nájera, come riporta la Histoire de Béarn, che nel 1052 dedicò al monastero di Cluny, come riporta il documento n° 3343 delle Chartes de l'abbaye de Cluny, tome 4.
Garcia allora cominciò ad appetire i domini del fratello Ferdinando si era dimostrato un abile monarca dopo l'acquisizione del trono di León nel 1037.

La rivalità nei confronti del fratello provocò una guerra e, nel 1054, Garcia invase la Castiglia, ma fu sconfitto in battaglia ad Atapuerca, morendo di fronte al fratello il 1º settembre 1054. Secondo la Historia Silense e il Chronicon regum Legionensium Garcia fu ucciso in battaglia dal fratello, Ferdinando, che occupò il regno di Pamplona; anche il Chronicon Burgense riporta che Garcia fu ucciso dal fratello (occisus est Garsea rei à fratre suo Ferdinando in Ataporca).

Secondo il codice di Roda Garcia fu ucciso dal fratello e fu inumato a Nájera.

Gli succedette il figlio, Sancho IV Garcés, perché il fratello Ferdinando I non volle annettersi la Navarra (si accontentò di riannettersi la Bureba e parte della Rioja, portando il confine orientale della Castiglia al fiume Ebro), come riporta il The Kingdom of León-Castilla under King Alfonso VI.

## Discendenza
Garcia da Stefania ebbe otto o forse nove figli e due figli illegittimi da amanti.

Da Stefania ebbe:
- Sancho IV Garcés (1039-1076), re di Navarra, ucciso dal fratello Raimondo[35][36].
- Ramiro di Navarra (?-ucciso a Rueda de Jalón, vicino a Saragozza il 6 gennaio 1083), signore di Calahorra. Fu trucidato dai difensori musulmani del castello di Rueda de Jalón, in cui era entrato, assieme al conte, Gonzalo Salvadórez, in rappresentanza del re di León e Castiglia, Alfonso VI.
- Ferdinando di Navarra (?-1068), signore di Bucesta, sposò Nuña Iñiguez, figlia di Iñigo López, conte di Soberano di Vizcaya e di sua moglie Toda Fortúnez
- Raimondo Garcés di Navarra (?-dopo il 1079), detto il Fratricida[35], signore di Murillo e Cameros, che uccise il fratello Sancho IV[36][37].
- Ermessinda (?-dopo il 1110), che, nel 1076, dopo l'assassinio del fratello, Sancho IV, a cui aveva partecipato[37], si rifugiò presso il re di León e Castiglia, Alfonso VI; in quello stesso anno sposò Fortunato Sanchez, signore di Yarnoz
- Major di Navarra (?-dopo il 1115), che sposò il Conte di Mâcon Guido II
- Urraca di Navarra (?-dopo il 1089, l'ultimo documento in cui viene citata), che sposò, nel 1076, il conte García Ordóñez, ucciso nella battaglia di Uclés (1108)
- Jimena di Navarra (?-dopo il 1085), che compare in alcune donazioni della famiglia reale di Pamplon.
- Sancha di Navarra (?-ca. 1066), non è nominata nel testamento della madre Stefania, di quello stesso anno, forse perché già morta.

Due figli illegittimi certi sono:
- Sancho Garcés, signore di Uncastillo e Sangüesa, avo del futuro re di Navarra Garcia Ramirez.
- Mencia Garcés, che sposò Lupo di Nájera.

## Ascendenza
|                               |                  |                                   | Genitori                  |  |  | Nonni |  |  | Bisnonni                    |  |  | Trisnonni                   |  |
|                               |                  |                                   |                           |  |  |       |  |  | Sancho II Garcés di Navarra |  |  | García I Sánchez di Navarra |  |
|                               |                  |                                   |                           |  |  |       |  |  | Sancho II Garcés di Navarra |  |  | García I Sánchez di Navarra |  |
|                               |                  | Andregoto Galíndez                |                           |  |  |       |  |  | Sancho II Garcés di Navarra |  |  |                             |  |
| García II Sánchez di Navarra  |                  |                                   |                           |  |  |       |  |  | Sancho II Garcés di Navarra |  |  |                             |  |
|                               |                  | Urraca di Castiglia               | Ferdinando Gonzales       |  |  |       |  |  |                             |  |  |                             |  |
|                               |                  | Urraca di Castiglia               | Ferdinando Gonzales       |  |  |       |  |  |                             |  |  |                             |  |
|                               |                  | Urraca di Castiglia               | Sancha Sánchez di Navarra |  |  |       |  |  |                             |  |  |                             |  |
| Sancho III Garcés di Navarra  |                  | Urraca di Castiglia               |                           |  |  |       |  |  |                             |  |  |                             |  |
|                               |                  | Fernando Bermúdez                 | …                         |  |  |       |  |  |                             |  |  |                             |  |
|                               |                  | Fernando Bermúdez                 | …                         |  |  |       |  |  |                             |  |  |                             |  |
|                               |                  | Fernando Bermúdez                 | …                         |  |  |       |  |  |                             |  |  |                             |  |
| Jimena Fernández              |                  | Fernando Bermúdez                 |                           |  |  |       |  |  |                             |  |  |                             |  |
|                               |                  | Elvira                            | …                         |  |  |       |  |  |                             |  |  |                             |  |
|                               |                  | Elvira                            | …                         |  |  |       |  |  |                             |  |  |                             |  |
|                               |                  | Elvira                            | …                         |  |  |       |  |  |                             |  |  |                             |  |
| García III Sánchez di Navarra |                  | Elvira                            |                           |  |  |       |  |  |                             |  |  |                             |  |
|                               | García Fernández | Ferdinando Gonzales               |                           |  |  |       |  |  |                             |  |  |                             |  |
|                               | García Fernández | Ferdinando Gonzales               |                           |  |  |       |  |  |                             |  |  |                             |  |
|                               | García Fernández | Sancha Sánchez di Navarra         |                           |  |  |       |  |  |                             |  |  |                             |  |
| Sancho Garcés                 | García Fernández |                                   |                           |  |  |       |  |  |                             |  |  |                             |  |
|                               |                  | Ava di Ribagorza                  | Raimondo II di Ribagorza  |  |  |       |  |  |                             |  |  |                             |  |
|                               |                  | Ava di Ribagorza                  | Raimondo II di Ribagorza  |  |  |       |  |  |                             |  |  |                             |  |
|                               |                  | Ava di Ribagorza                  | Garsenda di Fezensac      |  |  |       |  |  |                             |  |  |                             |  |
| Munia di Castiglia            |                  | Ava di Ribagorza                  |                           |  |  |       |  |  |                             |  |  |                             |  |
|                               |                  | Gomez Diaz                        | …                         |  |  |       |  |  |                             |  |  |                             |  |
|                               |                  | Gomez Diaz                        | …                         |  |  |       |  |  |                             |  |  |                             |  |
|                               |                  | Gomez Diaz                        | …                         |  |  |       |  |  |                             |  |  |                             |  |
| Urraca Gomez                  |                  | Gomez Diaz                        |                           |  |  |       |  |  |                             |  |  |                             |  |
|                               |                  | Muniadomna Fernandez di Castiglia | …                         |  |  |       |  |  |                             |  |  |                             |  |
|                               |                  | Muniadomna Fernandez di Castiglia | …                         |  |  |       |  |  |                             |  |  |                             |  |
|                               |                  | Muniadomna Fernandez di Castiglia | …                         |  |  |       |  |  |                             |  |  |                             |  |
|                               |                  | Muniadomna Fernandez di Castiglia |                           |  |  |       |  |  |                             |  |  |                             |  |

### Fonti primarie
- (LA)  Textos navarros del Códice de Roda Archiviato il 31 gennaio 2021 in Internet Archive..
- (LA)  España sagrada, Volume 66.
- (LA)  España sagrada, Volume 23.
- (LA)  España sagrada, Volume 46.
- (LA)  #ES Cartulario de San Millán de la Cogolla Archiviato il 27 febbraio 2023 in Internet Archive..
- (LA)  #ES Collecion diplomatica de la cathedral de Pamplona.
- (LA)  Historia de la Corona de Aragón : (la más antigua de que se tiene noticia) conocida generalmente con el nombre de Crónica de San Juan de la Peña, Caput XVI.
- (LA)  #ES Cartulario de Albelda.
- (LA)  Chartes de l'abbaye de Cluny, tome 4
- (LA)  Chronaca Silense
- (EN)  #ES The World of El Cid: Chronicles of the Spanish Reconquest
- (FR)  Histoire de Béarn.

### Letteratura storiografica
- Rafael Altamira, Il califfato occidentale, in Storia del mondo medievale, vol. II, 1999, pp. 477–515.
- Rafael Altamira, La Spagna (1031-1248), in Storia del mondo medievale, vol. V, 1999, pp. 865–896.
- (EN)  The Kingdom of León-Castilla under King Alfonso VI